# Louis Cullen
Louis Michael Cullen, né le 29 novembre 1932, est un diplomate, universitaire, historien et japonologue irlandais. Il est professeur d'histoire moderne d'Irlande au Trinity College à Dublin.

## Jeunesse
La famille de Cullen est originaire de New Ross dans le comté de Wexford. Il est titulaire d'une maîtrise de l'université nationale d'Irlande à Galway avec une thèse consacrée à la contrebande à Galway au XVIIIe siècle, où il est également auditeur de la Société d'histoire en 1953-1954. Puis il obtient un doctorat de la London School of Economics.

## Carrière
Cullen est affecté à l'ambassade d'Irlande à Paris en tant que diplomate ; il y développe un intérêt pour les anciens liens commerciaux entre l'Irlande et la France.
En 1963, il rejoint le département d'histoire au Trinity College en tant que conférencier. En 1972, il est nommé professeur d'histoire irlandaise, et il devient Senior Fellow. En 1970, il est cofondateur de la Société d'histoire économique et sociale de l'Irlande. Locuteur de japonais, il écrit également une Histoire du Japon entre 1582 et 1941. Son livre Histoire économique de l'Irlande depuis 1660 a été réimprimé et largement utilisé comme manuel pour les étudiants de l'histoire irlandaise.
L'étude approfondie de Cullen des tendances économiques conduit à une compréhension plus nuancée des aspects de la vie irlandaise en 1700-1850. Une vue traditionnelle veut que le déclin économique de Dublin à partir de 1801 soit lié à l'Acte d'Union de 1800 avec la Grande-Bretagne et la perte du parlement irlandais et du contrôle politique local. Cullen estime que le déclin était inévitable compte tenu de la nouvelle révolution industrielle et qu'il serait survenu même si aucune Union n'avait eu lieu et si le parlement Grattan avait réussi à assurer un niveau élevé d'autonomie à l'Irlande.

## Publications (liste partielle)
Dans un aperçu des écrits de et sur Cullen, OCLC/WorldCat répertorie environ plus de 70 ouvrages dans plus de 150 publications en 7 langues et plus de 4 600 fonds de bibliothèque.
- Anglo-Irish Trade 1600-1800, 1968
- The Formation of the Irish Economy, 1969
- An Economic History of Ireland Since 1660, 1972
- Négoce et industrie en France et en Irlande aux XVIIIe et XIXe siècles: actes du Colloque franco-irlandais d'histoire, Bordeaux, mai, 1978, 1980
- The Emergence of Modern Ireland 1600-1900, 1981
- The Hidden Ireland: Reassesment of a Concept, 1988
- Hidden Ireland: Reassessment of a Concept, 1988
- Culture et pratiques politiques en France et en Irlande XVIe – XVIIIe siècle: actes colloque de Marseille 28 septembre-2 octobre 1988, 1990
- A History of Japan 1582-1941: Internal and External Worlds,  2003